# Ctenophora festiva
Ne doit pas être confondu avec Ctenophora.
Espèce
Ctenophora festiva ou Ctenophora (Cnemoncosis) festiva est une espèce d'insectes diptères nématocères de la famille des tipulidés.
On trouve les adultes noir et jaune évoquant l'aspect de guêpes (mimétisme) d'avril à juillet. Une tache foncée orne le bord de l'aile près de son extrémité distale, le dessus du thorax est noir, les fémurs de la troisième paire de pattes sont annelés de noir. Les antennes plumeuses des mâles sont particulièrement développées.
Les larves de cette espèce se développent dans les troncs en voie de décomposition.

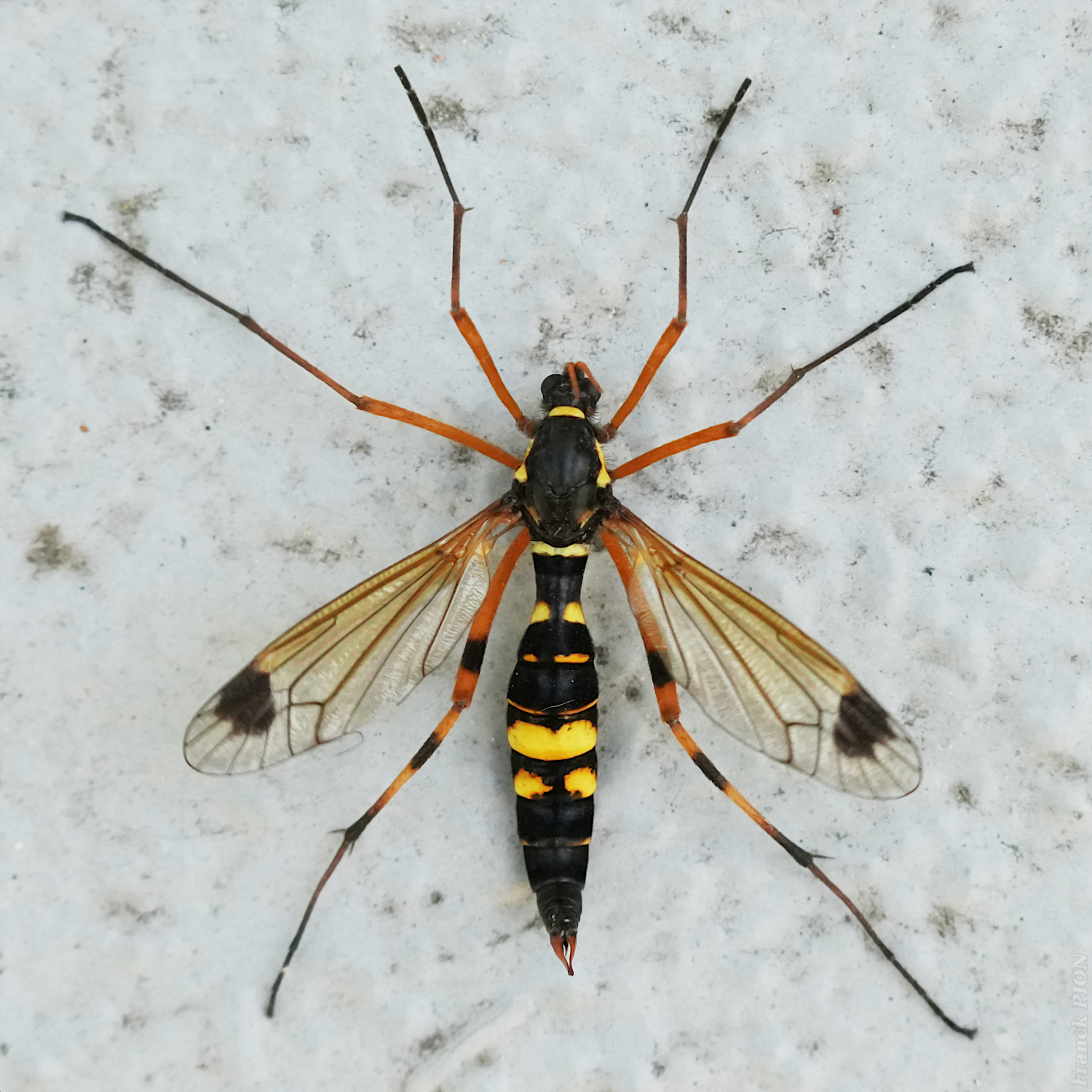
Femelle, vue de dessus
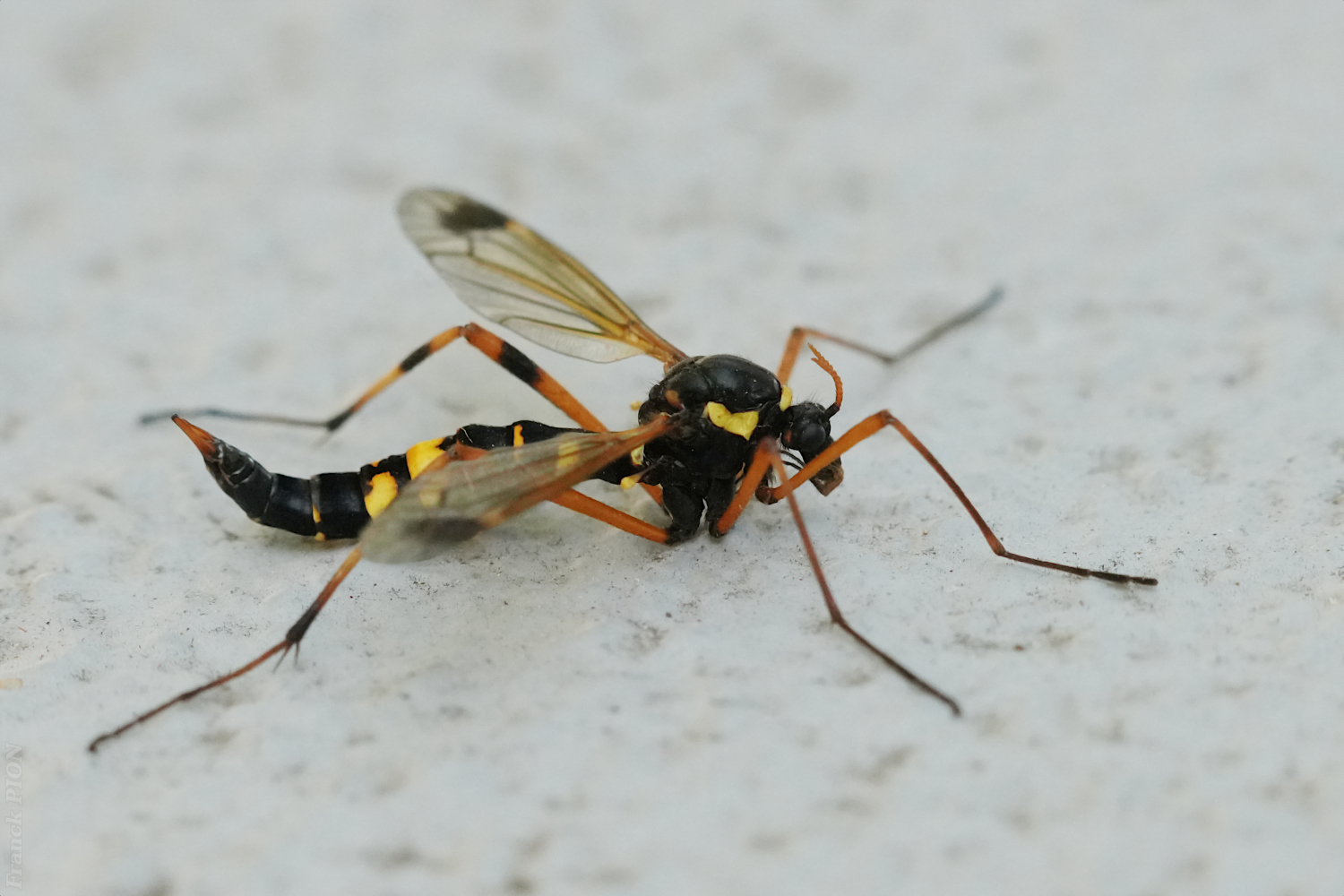
Femelle, vue de côté